# FC Vaduz
Fussball Club Vaduz is een voetbalclub uit het vorstendom Liechtenstein, opgericht op 14 februari 1932. Traditioneel is FCV de sterkste ploeg van de zeven clubs die Liechtenstein telt. De club won sinds 1949 al 50 keer de Liechtensteinse voetbalbeker, een wereldrecord. FC Vaduz speelt sinds 2021 in de Challenge League, de op een na hoogste Zwitserse voetbaldivisie.
FC Vaduz is de enige profclub van de dwergstaat. Omdat Liechtenstein behalve de beker geen eigen nationale competitie kent, spelen de rood-witten mee in de Zwitserse competities. Het kan echter geen beroep doen op een van de Zwitserse startbewijzen voor Europees voetbal. Dankzij de successen in het nationale bekertoernooi kan FCV zich toch plaatsen voor de eerste kwalificatieronde van de UEFA Conference League (tot 2020 UEFA Europa League). Sinds 1998 plaatst de club zich elk seizoen voor Europees voetbal, met uitzondering van 2012, toen USV Eschen/Mauren na strafschoppen de beker won.
In augustus 2022 werd voor het eerst de groepsfase van een Europees toernooi gehaald. In de voorrondes van de UEFA Conference League schakelde het eerst FC Koper uit Slovenië uit en daarna de Turkse eersteklasser Konyaspor. In de laatste voorronde was de heenwedstrijd in Liechtenstein tegen Rapid Wien op 1-1 geëindigd en in Wenen zorgde Vaduz voor een stunt door met 0-1 te winnen van de 32-voudige kampioen van Oostenrijk.
In totaal speelde FC Vaduz vijf seizoenen in de Super League, de hoogste Zwitserse voetbalklasse.

## Geschiedenis
Omdat Liechtenstein behalve de beker geen eigen competitie kent, spelen alle zeven Liechtensteinse verenigingen in de Zwitserse competities, de club uit de hoofdstad al vanaf 1933. De club maakte een langzame opmars door de amateurklassen en bereikte in 2001 een mijlpaal door te promoveren naar de profliga.
In korte tijd ontwikkelde de club zich tot een van de topclubs van de Challenge League (tot 2003 Nationalliga B geheten). In het seizoen 2003/04 werd de tweede plaats bereikt achter kampioen FC Schaffhausen, die recht gaf op een promotiewedstrijd voor een plek op het hoogste niveau. Deze tweestrijd tegen Neuchâtel Xamax ging verloren (0-2 uit, 2-1 thuis). In het seizoen 2004/05 eindigde het team als tweede achter kampioen Yverdon-Sport FC. In de play-off tegen FC Schaffhausen liep FC Vaduz weer promotie mis. Uit werd het 1-1, maar thuis verloor de club voor 5.066 toeschouwers (nog altijd een clubrecord) met 0-1. In het seizoen 2005/06 lukte het ook niet om te promoveren. De ploeg van trainer Mats Gren eindigde als achtste met 33 punten achterstand op de kampioen FC Luzern. Ook in het seizoen 2006/07 werden de verwachtingen niet waargemaakt.
Onder leiding van trainer Heinz Hermann werd het seizoen 2007/08 wel succesvol, mede dankzij 31 goals van de Braziliaanse spits Gaspar. In de voorlaatste speelronde kon het kampioenschap binnengehaald worden. De thuiswedstrijd tegen AC Bellinzona trok 4.565 toeschouwers, bijna vijfmaal zo hoog als het gemiddelde aantal bezoekers dat de club trekt. Door het gelijkspel had de club echter nog een punt nodig voor het kampioenschap. Dit punt werd gehaald in de laatste speelronde. De vereniging uit de dwergstaat promoveerde hiermee voor het eerst in zijn bestaan naar de hoogste divisie in Zwitserland en werd tevens de eerste Liechtensteinse club ooit bij de Zwitserse elite. Het verbleef er één seizoen, in het seizoen 2008/09 degradeerde de club rechtstreeks uit de Super League.

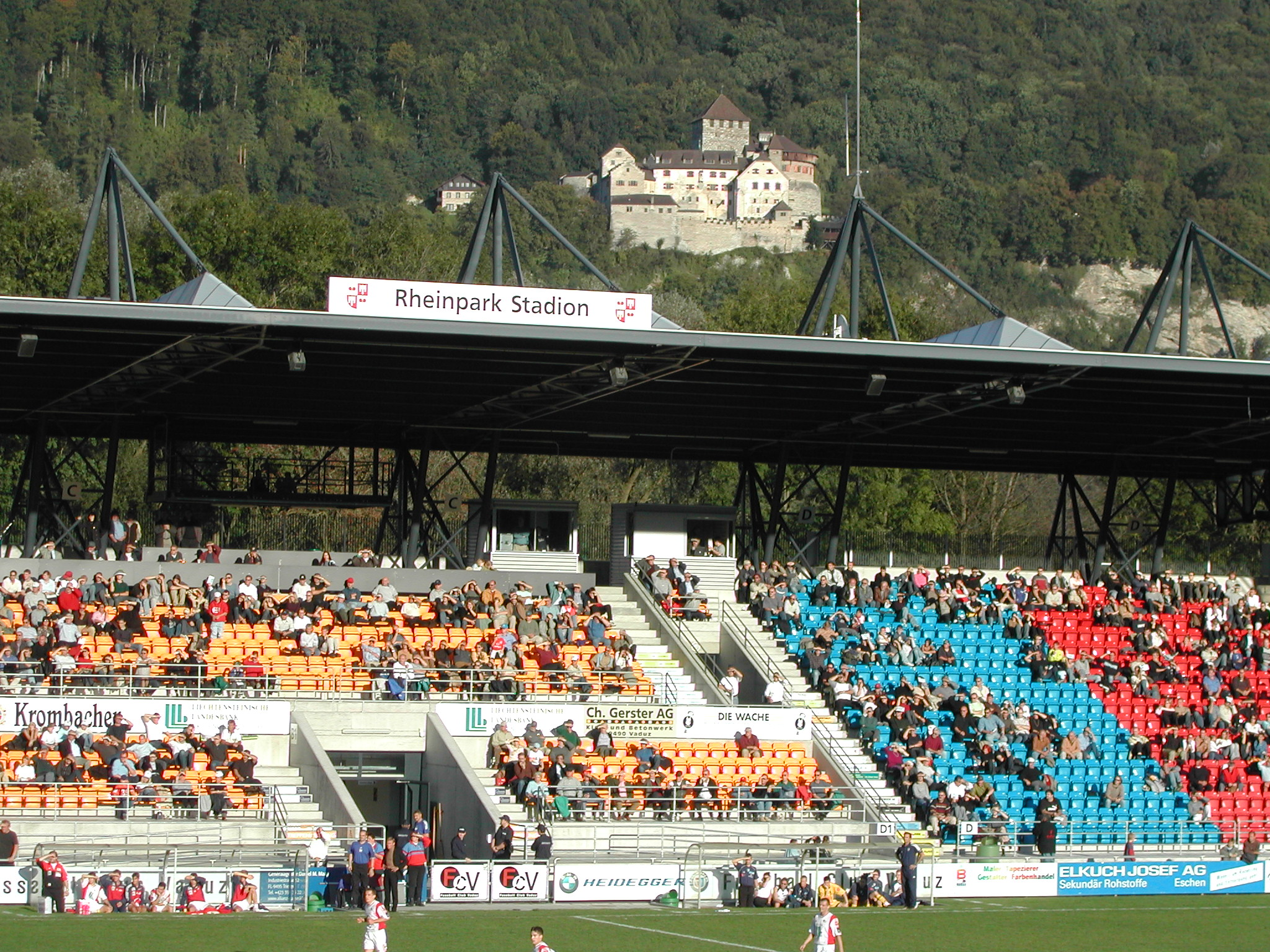
Hoofdtribune van het Rheinpark Stadion met daarachter Schloss Vaduz.

In 2011 werd FC Vaduz vierde in het klassement, na een spannend slot van de competitie. Twee nederlagen in de laatste speelronden zorgden ervoor dat Vaduz geen prijs pakte. In de daarop volgende jaren eindigde de club als achtste en negende. In het seizoen 2013/2014 werd onder leiding van Giorgio Contini voor de tweede keer in de historie de promotie gevierd naar het hoogste niveau. Vier speeldagen voor het einde werd de club uit het vorstendom kampioen na een 3-0 overwinning tegen FC Wohlen. Na drie opeenvolgende seizoenen in de hoogste divisie eindigde de club in het seizoen 2016/17 op de laatste plaats en degradeerde zodoende naar de Challenge League.
Na drie seizoenen op het tweede niveau werd opnieuw een barrageplaats behaald na de reguliere competitie. Onder leiding van oud-international van Liechtenstein Mario Frick won FC Vaduz over twee wedstrijden van herkanser FC Thun (2-0 winst thuis, 4-3 nederlaag uit) waardoor het in het seizoen 2020/21 weer zou uitkomen in de Super League.

## Deelnamekosten
Al jarenlang betaalt FC Vaduz een financiële bijdrage aan de Zwitserse voetbalbond om mee te mogen spelen in de Zwitserse profliga. Vanaf 2014 geldt er een verdrag voor onbepaalde tijd, dat per twee jaar opzegbaar is. Lang was niet bekend hoe hoog het deelnamebedrag was, aangezien er geheimhouding was afgesproken. In april 2017 werd bekend dat de Liechtensteinse voetbalbond en FC Vaduz in totaal 1,061 miljoen Zwitserse frank betaalt per seizoen voor competitiedeelname. Ter vergelijking: het seizoensbudget van FC Vaduz bedraagt zes miljoen frank.
De vereniging uit het vorstendom ontvangt overigens ook aanzienlijk lagere bedragen uit de tv-gelden dan de overige ploegen uit de Zwitserse profliga.

## Stadion
FC Vaduz speelt zijn thuiswedstrijden in het Rheinpark Stadion in Vaduz. De gemeente Vaduz is eigenaar van het stadion. Het voetbalcomplex ligt aan de oevers van de Rijn en direct aan de grens met Zwitserland. Het stadion heeft in competitieverband een capaciteit van 6.441 plaatsen, het uitvak wordt dan namelijk gebruikt als tribune met louter staanplaatsen. Bij internationale wedstrijden zijn staanplaatsen echter niet toegestaan, waardoor er in het uitvak zitplaatsen zullen worden gemonteerd, die de capaciteit (tijdelijk) verlagen naar 5.873 plaatsen.

## Erelijst

### Liechtenstein
- Liechtensteiner Meisterschaft: 1936

- Liechtensteiner Cup (50x): 1949, 1952, 1953, 1954, 1956, 1957, 1958, 1959, 1960, 1961, 1962, 1966, 1967, 1968, 1969, 1970, 1971, 1974, 1980, 1985, 1986, 1988, 1990, 1992, 1995, 1996, 1998, 1999, 2000, 2001, 2002, 2003, 2004, 2005, 2006, 2007, 2008, 2009, 2010, 2011, 2013, 2014, 2015, 2016, 2017, 2018, 2019, 2022, 2023, 2024

### Zwitserland
- Challenge League: 2003, 2008, 2013

## Eindklasseringen
- 1960 1e
2. Liga
- 1961 9e
1. Liga
- 1962 8e
1. Liga
- 1963 3e
1. Liga
- 1964 4e
1. Liga
- 1965 8e
1. Liga
- 1966 4e
1. Liga
- 1967 8e
1. Liga
- 1968 3e
1. Liga
- 1969 10e
1. Liga
- 1970 10e
1. Liga
- 1971 10e
1. Liga
- 1972 2e
1. Liga
- 1973 12e
1. Liga
- 1974
2. Liga
- 1975
2. Liga
- 1976
2. Liga
- 1977
2. Liga
- 1978
2. Liga
- 1979 6e
1. Liga
- 1980 5e
1. Liga
- 1981 3e
1. Liga
- 1982 9e
1. Liga
- 1983 11e
1. Liga
- 1984 2e
1. Liga
- 1985 7e
1. Liga
- 1986 4e
1. Liga
- 1987 7e
1. Liga
- 1988 4e
1. Liga
- 1989 11e
1. Liga
- 1990 12e
1. Liga
- 1991
2. Liga
- 1992
2. Liga
- 1993
2. Liga
- 1994 9e
1. Liga
- 1995 9e
1. Liga
- 1996 12e
1. Liga
- 1997 6e
1. Liga
- 1998 9e
1. Liga
- 1999 2e
1. Liga
- 2000 1e
1. Liga
- 2001 1e
1. Liga
- 2002 6e
Nationalliga B
- 2003 1e
Nationalliga B
- 2004 2e
Challenge League
- 2005 2e
Challenge League
- 2006 8e
Challenge League
- 2007 9e
Challenge League
- 2008 1e
Challenge League
- 2009 10e
Super League
- 2010 8e
Challenge League
- 2011 4e
Challenge League
- 2012 8e
Challenge League
- 2013 9e
Challenge League
- 2014 1e
Challenge League
- 2015 9e
Super League
- 2016 8e
Super League
- 2017 10e
Super League
- 2018 4e
Challenge League
- 2019 6e
Challenge League
- 2020 2e
Challenge League
- 2021 10e
Super League
- 2022 4e
Challenge League
- 2023 8e
Challenge League
- 2023 3e
Challenge League

- Niveau 1
- Niveau 2
- Niveau 3
- Niveau 4

## Resultaten per seizoen
| Seizoen   | №  | Clubs | Divisie          | Duels | Winst | Gelijk | Verlies | Doelsaldo | Punten | Tsch  |
| --------- | -- | ----- | ---------------- | ----- | ----- | ------ | ------- | --------- | ------ | ----- |
| 2003–2004 | 2  | 17    | Challenge League | 32    | 16    | 9      | 7       | 56–34     | 57     | 901   |
| 2004–2005 | 2  | 18    | Challenge League | 34    | 21    | 6      | 7       | 58–28     | 69     | 1.367 |
| 2005–2006 | 8  | 18    | Challenge League | 34    | 13    | 8      | 13      | 58–52     | 47     | 1.086 |
| 2006–2007 | 9  | 18    | Challenge League | 34    | 12    | 10     | 12      | 57–52     | 46     | 904   |
| 2007–2008 | 1  | 18    | Challenge League | 34    | 21    | 7      | 6       | 75–40     | 70     | 1.218 |
| 2008–2009 | 10 | 10    | Super League     | 36    | 5     | 7      | 24      | 28–85     | 22     | 2.177 |
| 2009–2010 | 8  | 16    | Challenge League | 30    | 11    | 8      | 11      | 44–43     | 41     | 752   |
| 2010–2011 | 4  | 16    | Challenge League | 30    | 19    | 3      | 8       | 59–41     | 60     | 1.056 |
| 2011–2012 | 8  | 16    | Challenge League | 30    | 13    | 6      | 11      | 54–45     | 45     | 1.246 |
| 2012–2013 | 9  | 10    | Challenge League | 36    | 10    | 7      | 19      | 41–52     | 37     | 1.039 |
| 2013–2014 | 1  | 10    | Challenge League | 36    | 21    | 10     | 5       | 71–34     | 73     | 1.448 |
| 2014–2015 | 9  | 10    | Super League     | 36    | 7     | 10     | 19      | 28–59     | 31     | 4.152 |
| 2015–2016 | 8  | 10    | Super League     | 36    | 7     | 15     | 14      | 44–60     | 36     | 4.006 |
| 2016–2017 | 10 | 10    | Super League     | 36    | 7     | 9      | 20      | 45–78     | 30     | 3.899 |
| 2017–2018 | 4  | 10    | Challenge League | 36    | 16    | 11     | 9       | 66–50     | 59     | 1.637 |
| 2018–2019 | 6  | 10    | Challenge League | 36    | 11    | 9      | 16      | 48–70     | 42     | 1.452 |
| 2019–2020 | 2  | 10    | Challenge League | 36    | 18    | 10     | 8       | 78–53     | 64     | 1.153 |
| 2020–2021 | 10 | 10    | Super League     | 36    | 9     | 9      | 18      | 36–58     | 36     | –     |
| 2021–2022 | 4  | 10    | Challenge League | 36    | 18    | 6      | 12      | 68–58     | 60     | 1.054 |
| 2022–2023 | 8  | 10    | Challenge League | 36    | 7     | 16     | 13      | 54-56     | 37     | 1.491 |

## In Europa

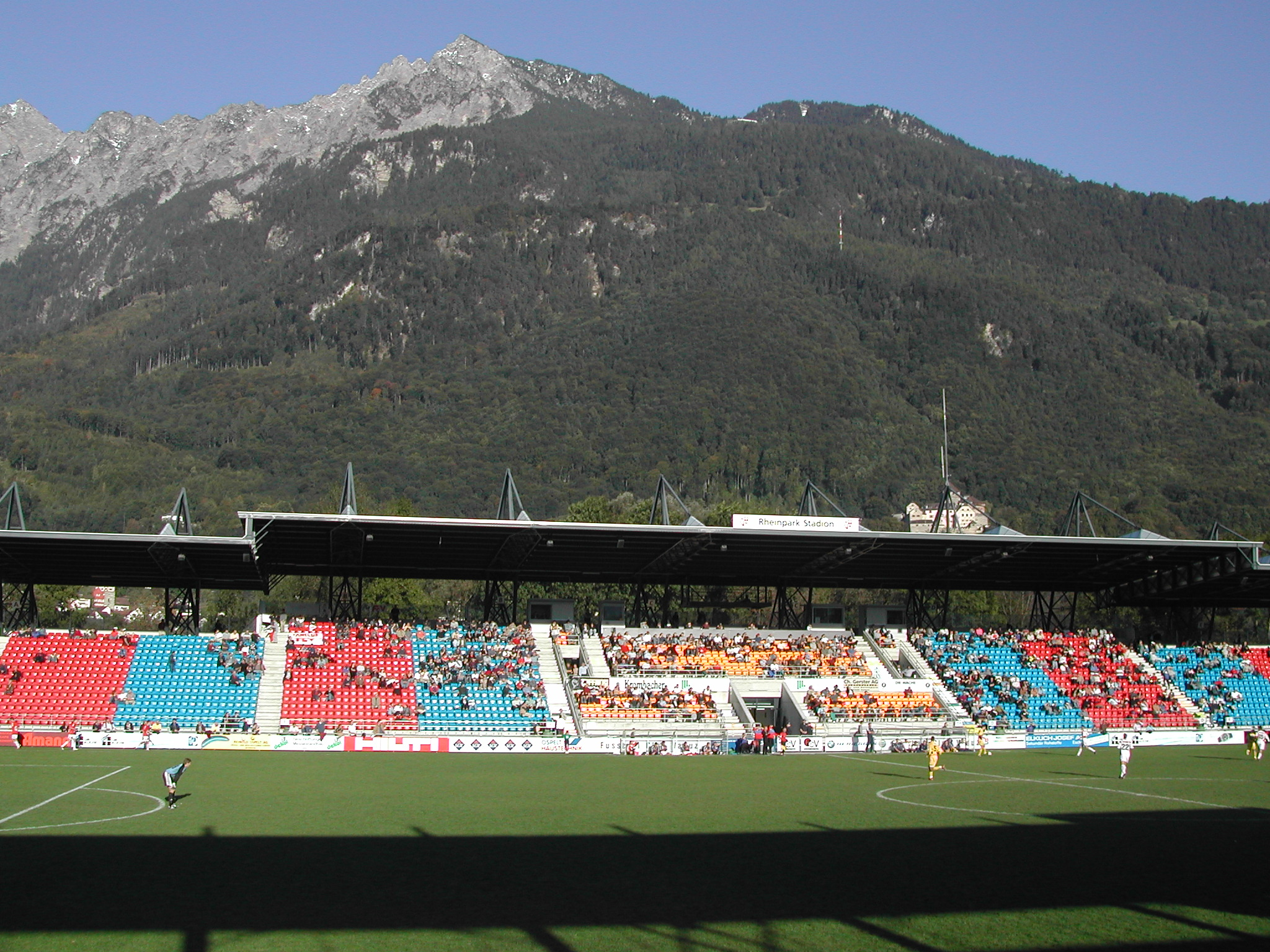
De hoofdtribune van het Rheinpark Stadion van FC Vaduz.

### Europacup II
Dankzij de successen in het nationale bekertoernooi speelt FC Vaduz sinds 1992 Europees voetbal. Na het winnen van de beker in datzelfde jaar, mocht Vaduz in het seizoen 1992/93 meedoen aan de kwalificatieronde van de Europacup II. Het lootte het Oekraïense Tsjornomorets Odessa. Het werd echter geen succes: 0-5 verlies thuis en uit werd met 1-7 verloren. De twee seizoenen na het Europese debuut won niet Vaduz, maar respectievelijk FC Balzers (dat de eerste ronde EC-2 haalde) en FC Schaan de Beker van Liechtenstein. In 1995/96 waren ze er weer bij, maar toen ging het mis tegen het Tsjechische FC Hradec Králové (thuis 0-5, uit 1-9).
In het seizoen 1996/97 overleefde Vaduz wél de kwalificatieronde. Na twee keer 1-1 wonnen ze het in de Letse hoofdstad Riga op strafschoppen (4-2) van FK Universitate. In de eerste ronde dolven ze echter het onderspit tegen de uiteindelijke finalist Paris Saint-Germain. Thuis 0-4, uit 0-3 verlies.
Na een seizoen afwezigheid, speelde Vaduz zijn laatste wedstrijden in de EC-II in 1998/99 tegen Helsingborgs IF. In de kwalificatieronde verloor het thuis met 0-2 en uit met 0-3 van Helsingborg.

### UEFA Cup
De UEFA Cup-geschiedenis van Vaduz begint in het seizoen 1999/00 (waaraan vanaf dit seizoen de nationale bekerwinnaars deelnemen), waar in de kwalificatieronde FK Bodø/Glimt uit Noorwegen de tegenstander is. Uit in Bodø verloor het met 0-1 van de thuisclub. De marge is klein, maar door de 1-2 thuisnederlaag plaatst Vaduz zich niet voor de eerste ronde. De twee opeenvolgende seizoenen leveren geen succes op.
In 2002/03 is de club tegen het Schotse Livingston FC zeer dicht bij een stunt. In blessuretijd scoort FC Vaduz het beslissende doelpunt, maar tot ontzetting van de spelers blijkt de scheidsrechter vlak daarvoor voor het eindsignaal te hebben gefloten.
Na opnieuw een gemiste kwalificatie voor het hoofdtoernooi in 2003/04, haalde Vaduz in 2004/05 en in 2005/06 goede resultaten. In 2004/05 versloegen ze het Ierse Longford Town tweemaal: thuis 1-0 en uit 3-2. Dit waren tevens de eerste twee overwinningen van Vaduz in Europees verband. In de tweede kwalificatie-ronde stuitte het op KSK Beveren uit België en werden uitgeschakeld (uit 1-3 verlies, thuis 1-2). In 2005/06 herhaalden ze deze prestatie door in de eerste kwalificatie-ronde Dacia Chisinau uit Moldavië (thuis 2-0 winst, uit 0-1 nederlaag) uit te schakelen. In de tweede kwalificatie-ronde had het echter weinig kans tegen de Turkse topclub Beşiktaş. Thuis werd met 0-1 verloren, in Istanboel kwam Vaduz zelfs op voorsprong maar verloor de wedstrijd uiteindelijk met 1-5.
In 2006/07 werd het Hongaarse Újpest FC als eerste tegenstander geloot. Uit werd sensationeel met 4-0 gewonnen. Thuis verloren de Liechtensteiners met 0-1, wat betekende dat ze doorgingen naar de tweede voorronde. In die voorronde trof het team het Zwitserse FC Basel. Thuis won het elftal voor 3.660 toeschouwers knap en verrassend met 2-1, uit verloor het met 0-1 waardoor het team op basis van het uitdoelpunt werd uitgeschakeld. In 2007/08 en 2008/09 volgde twee keer uitschakeling in de eerste kwalificatieronde.

### UEFA Europa League
De UEFA Europa League geschiedenis van Vaduz begint in het seizoen 2009/10, waar in de tweede kwalificatie-ronde Falkirk FC uit Schotland de tegenstander is. FCV behaalde de volgende ronde, maar werd daarin uitgeschakeld door het Tsjechische Slovan Liberec. In 2010/11 strandde men in de eerste ronde al tegen het Deense Brøndby IF.
Een jaar later wist Vaduz opnieuw de tweede ronde te behalen door FK Vojvodina uit te schakelen. Na een 0-2 thuisnederlaag, scoorden de Rheinwölfe in de laatste seconden van de uitwedstrijd in Servië de 1-3, waardoor op basis van de regel van het uitdoelpunt FCV een ronde verder kwam. In de tweede ronde was Hapoel Tel Aviv hen de baas.
In 2012/13 kwam Vaduz niet tot Europees voetbal, want het werd in de finale van de Liechtensteinse beker verrast door Eschen/Mauren. Een jaar later werd de finale wel weer gewonnen van FC Balzers. In Europa werd het opnieuw geen succes.

### UEFA Conference League
Met de komst van de UEFA Conference League als derde Europese toernooi, mocht de Liechtensteinse bekerwinnaar voortaan in deze tweede kwalificatieronde instromen.
In het Europese seizoen 2022/23 verbaasde FC Vaduz vriend en vijand in de kwalificatierondes door achtereenvolgens FC Koper (0-1 uit, 1-1 thuis), Konyaspor (1-1 thuis, 2-4 uit) en Rapid Wien (1-1 thuis, 0-1 uit) te verslaan. Daarmee werd het de eerste Liechtensteinse club ooit die zich kon plaatsen voor de groepsfase van een Europees toernooi. De dwergstaat is het kleinste onafhankelijke Europese land dat ooit een vertegenwoordiger had in een Europese groepsfase.

## In Europa
FC Vaduz speelt sinds 1992 in diverse Europese competities. Hieronder staan de competities en in welke seizoenen de club deelnam:
- Europa League (11x)

2009/10, 2010/11, 2011/12, 2013/14, 2014/15, 2015/16, 2016/17, 2017/18, 2018/19, 2019/20, 2020/21
- Conference League (5x)

2021/22, 2022/23, 2023/24, 2024/25, 2025/26
- Europacup II (4x)

1992/93, 1995/96, 1996/97, 1998/99
- UEFA Cup (10x)

1999/00, 2000/01, 2001/02, 2002/03, 2003/04, 2004/05, 2005/06, 2006/07, 2007/08, 2008/09

## Trainer-coaches
| Van        | Tot        | Naam                | D   | W  | G  | V  |
| ---------- | ---------- | ------------------- | --- | -- | -- | -- |
| 17-09-2018 | -          | Mario Frick         | 58  | 22 | 14 | 22 |
| 05-09-2018 | 17-09-2018 | Thomas Stickroth    | 0   | -  | -  | -  |
| 22-03-2017 | 05-09-2018 | Roland Vrabec       | 66  | 28 | 15 | 23 |
| 07-03-2017 | 22-03-2017 | Daniel Hasler       | 2   | 1  | 0  | 1  |
| 15-11-2012 | 07-03-2017 | Giorgio Contini     | 180 | 63 | 53 | 64 |
| 12-11-2012 | 14-11-2012 | Sebastian Selke     | 0   | 0  | 0  | 0  |
| 13-04-2010 | 11-11-2012 | Eric Orie           | 87  | 43 | 13 | 31 |
| 04-11-2008 | 12-04-2010 | Pierre Littbarski   | 50  | 12 | 9  | 29 |
| 01-07-2007 | 03-11-2008 | Heinz Hermann       | 49  | 23 | 12 | 14 |
| 15-01-2007 | 30-06-2007 | Hans-Joachim Weller | 17  | 5  | 4  | 8  |
| 01-07-2006 | 08-01-2007 | Maurizio Jacobacci  | 19  | 8  | 6  | 5  |
| 01-07-2005 | 30-06-2006 | Mats Gren           | 34  | 13 | 7  | 14 |
| 11-05-2005 | 30-06-2005 | Hans-Joachim Weller |     |    |    |    |
| 01-07-2003 | 10-05-2005 | Martin Andermatt    |     |    |    |    |
| 03-02-2002 | 31-12-2003 | Walter Hörmann      |     |    |    |    |
| 01-07-1999 | 02-02-2002 | Uwe Wegmann         |     |    |    |    |
| 01-07-1996 | 30-06-1997 | Hansruedi Fässler   |     |    |    |    |
| 01-07-1990 | 30-06-1991 | Hans Trittinger     |     |    |    |    |
| 01-07-1974 | 30-06-1975 | Željko Perušić      |     |    |    |    |
| 01-07-1961 | 30-06-1963 | Otto Pfister        |     |    |    |    |

## Bekende oud-spelers
| - Henrique Cornelio Bem, 2005–2007 - Martin Büchel, 2005/06 - Ronny Büchel, 2002/03 - Franz Burgmeier, 2001–2005, 2009–2018 - Fabio D'Elia, 2003–2006 - Omar Pape Faye, 2006/07 - Fernando Ferrari, 2004/05 | - Gaspar, 2005–2009 - Steve Gohouri, 2003–2005 - Daniel Hasler, 2003–2008 - Yohan Langlet, 2006/07 - Marco Pérez, 2001–2005 - Miguel Portillo, 2006/07 - Marco Ritzberger, 2005–2012 | - Juan Manuel Sara, 2006/07 - Carlos Silva, 2001–2007 - Yann Sommer, 2007–2009 - Martin Stocklasa, 2002–2006 - Michael Stocklasa, 2002–2006 - Gabriel Wüthrich, 2006–2009 - Peter Jehle, 2009–2013, 2013–2018 | - Markus Neumayr, 2013–2016 - Michele Polverino, 2002–2005, 2006–2009, 2014–2015 - Florian Stahel, 2014–2016 - Ali Messaoud, 2015–2017 - Moreno Costanzo, 2015–2017 |